# Пагода Шведагон
Па́года Шведагон (бірм. ရွှေတိဂုံစေတီတော်) — 98-метрова позолочена ступа в Янгоні, М'янма. Назва походить від бірманських слів «Shwe» — золото та «Dagon» — давньої назви Янгона. 7 березня 2012 року відбулося святкування 2600-річчя пагоди Шведагон.